# Euchalcia dorsiflava
Euchalcia dorsiflava är en fjärilsart som beskrevs av Standfuss 1891. Euchalcia dorsiflava ingår i släktet Euchalcia och familjen nattflyn. Inga underarter finns listade i Catalogue of Life.